# Comuna Kozațke, Bobrovîțea
Kozațke (în ucraineană Козацьке) este o comună în raionul Bobrovîțea, regiunea Cernihiv, Ucraina, formată din satele Kozațke (reședința) și Mîkolaiiv.

## Demografie
Componența lingvistică a comunei Kozațke
     Ucraineană (99,6%)
     Alte limbi (0,4%)
Conform recensământului din 2001, majoritatea populației comunei Kozațke era vorbitoare de ucraineană (99,6%), existând în minoritate și vorbitori de alte limbi.